# Fred Apostoli
Fred Apostoli (* 2. Februar 1913 in San Francisco; † 29. November 1973 ebenda) war ein US-amerikanischer Mittelgewichts-Boxer, der durch seinen Sieg gegen Marcel Thil am 23. September 1937 Weltmeister der International Boxing Union wurde.
Apostoli wurde im Jahr 1934 professioneller Boxer und besiegte während seiner Karriere Kämpfer wie Babe Marino, Babe Risko, Solly Kirger und Lou Brouillard, bis er im Jahr 1948 mit 61 Siegen, zehn Niederlagen und einem Unentschieden seine Karriere beendete und 2003 posthum in die International Boxing Hall of Fame gewählt wurde.